# Franz M. Eybl
Franz M. Eybl (* 19. Juni 1952 in Neumarkt im Hausruckkreis) ist ein österreichischer Germanist.

## Leben
Franz M. Eybl wurde am 19. Juni 1952 in der oberösterreichischen Gemeinde Neumarkt im Hausruckkreis geboren. Er studierte Germanistik und Anglistik an der Universität Wien und wurde 1980 zum Doktor der Philosophie promoviert. Seine über Gebrauchsfunktionen barocker Predigtsammlungen verfasste Dissertation brachte er 1982 auch als Buch heraus. 1990 habilitierte er sich an der Universität Wien mit der Schrift „Abraham a Sancta Clara. Vom Prediger zum Schriftsteller“, die zwei Jahre darauf auch in Buchform erschien. Ab 1992 war er Assistenzprofessor am Institut für Germanistik der Universität Wien. 1993 erhielt er den Kardinal-Innitzer-Förderungspreis für Geisteswissenschaften. Von 1997 bis 2017 war er ao. Universitätsprofessor am Institut für Germanistik der Universität Wien.
Die Forschungs- und Publikationsschwerpunkte von Franz M. Eybl umfassen die Literaturgeschichte des 16. bis 18. Jahrhunderts, die Medientheorie und Wissenszirkulation dieser Epoche in Bild und Text sowie Heinrich von Kleist und Thomas Bernhard.

## Schriften (Auswahl)
- Allen Christglaubigen zu geistlichen Seelen=Trost. Studien zu den Gebrauchsfunktionen barocker Predigtsammlungen. Universität Wien, Dissertation, Wien 1980.
- Gebrauchsfunktionen barocker Predigtliteratur. Studien zur katholischen Predigtsammlung am Beispiel lateinischer und deutscher Übersetzungen des Pierre de Besse. Braumüller Verlag, Wien 1982 (= Wiener Arbeiten zur deutschen Literatur 10).
- Abraham a Sancta Clara. Vom Prediger zum Schriftsteller. Universität Wien, Habilitationsschrift, Wien 1990.
- Abraham a Sancta Clara. Vom Prediger zum Schriftsteller. Niemeyer Verlag, Tübingen 1992.
- gem. mit Norbert Bachleitner und Ernst Fischer: Geschichte des österreichischen Buchhandels. Harrassowitz Verlag, Wiesbaden 2000.
- (als Hrsg.): Strukturwandel kultureller Praxis. Beiträge zu einer kulturwissenschaftlichen Sicht des theresianischen Zeitalters. WUV Verlag, Wien 2002 (= Das achtzehnte Jahrhundert und Österreich 17).
- Kleist-Lektüren. WUV-Verlag, Wien 2007 (= UTB 2702).
- Narrenbuch und Totentanz. Frühneuzeitliche Lektüren der Selbstbespiegelung. In: Internationales Archiv für Sozialgeschichte der deutschen Literatur 39, H. 1 (Juni 2014): Themenschwerpunkt Historische Leseforschung, S. 204–225.
- (als Hrsg.): Häuser und Allianzen – Houses and Alliances – Maisons et alliances Bochum. Winkler 2016 (= Jahrbuch der Österr. Gesellschaft zur Erforschung des 18. Jahrhunderts 30).
- gem. mit Daniel Fulda u. Johannes Süßmann (als Hrsg.): Bündnisse. Politische, soziale und intellektuelle Allianzen im Jahrhundert der Aufklärung. Böhlau Verlag, Wien/Köln/Weimar 2019.